# 蘂取郡
- 令制国一覧 > 北海道 (令制) > 千島国 > 蘂取郡
- 日本 > 北海道 > 根室振興局 > 蘂取郡

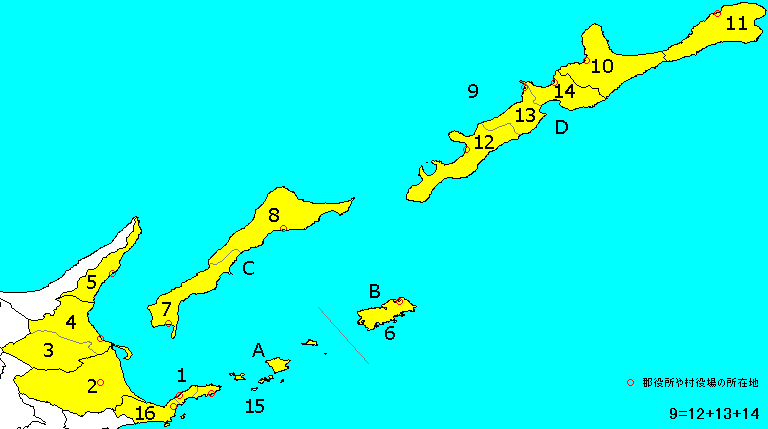
北海道蘂取郡の位置（11：蘂取村）

蘂取郡（しべとろぐん）は、北海道（千島国）根室振興局の郡。 
以下の1村を含む。
- 蘂取村（しべとろむら）

当該地域の領有権に関する詳細は千島列島及び北方領土問題の項目を参照のこと。

## 概要
択捉島の北東端に位置し、東は得撫郡、西は紗那郡に接している。中心集落の蘂取には村役場のほか、病院や小学校、寺社が建てられ、南岸のトシルリ地区には缶詰工場もあったが、人口は択捉島3郡中で最も少なく、さらに昭和初期に最多を数えた後、減少傾向となった。

## 歴史

### 郡発足までの沿革
江戸時代中期、蘂取郡域は東蝦夷地に属し宝暦4年（1754年）松前藩によって開かれた国後場所に含まれた。天明6年（1786年）と寛政3年（1791年）には最上徳内が択捉島と得撫島を探検、寛政11年(1799年)には高田屋嘉兵衛によって択捉航路が運営されるようになる。
江戸時代後期にさしかかった、寛政12年(1800年)には国後場所から分立した択捉場所に属するようになり、漁場が設けられる。同年、幕府の松前蝦夷地御用取扱近藤重蔵が、カモイワッカ岬近くの丘に2本目の「大日本恵登呂府」の標柱を建てた。近藤によると、寛政12年には7郷中3郷6村（シベトル4村、マクマヨイ1村、トウロ1村）が蘂取郡域にあり、人口も300人程を数え、また11年後の文化8年（1811年）にはオトイマウシにも集落ができている。この間、継右衛門ら6名の慶祥丸乗組員たちが、漂着した北千島方面（幌筵島・羅処和島）から得撫郡域を経て文化3年（1806年）6月28日に択捉島の北端に到着し、7月2日に幕府の蘂取番所に到着した。その後、紗那郡域の会所に向かっている。文化11年（1814年）ころには高田屋によって択捉島蘂取村蘂取金刀比羅神社が創立されている。
また、当時ロシアが南下政策を強力に推し進めており、その脅威に備えるため寛政11年(1799年)蘂取郡域は天領とされ南部藩と津軽藩が警固をおこなっていたが、文政4年（1821年）に松前藩領に戻った。その後、安政2年（1855年）に再び天領（今度は仙台藩警固地）となり安政6年（1859年）の6藩分領以降、仙台藩の管轄に転じた。
千島を視察しこの島を守備していた仙台藩士は、蘂取に建てられた『大日本恵登呂府』の標柱（寛政12年近藤重蔵・最上徳内らが建てた標柱）が60年余り時間が経ち老朽化が著しい為、仙台藩士によって「大日本地名アトイヤ」と書き改めた標柱を択捉島蘂取村カモイワッカ岬に建てた。
カモイワッカ岬の地名は『択捉島蘂取』であるが、国後島最東端の安渡移矢岬と混同した為この標題になったとされる。アトイヤとは見晴らしのいい岬の意。
明治8年（1875年）湯地定基（ゆちさだもと）開拓使吏員時任為基が千島方面へ出張した時に『大日本地名アトイヤ標柱』を函館に持ち帰った。カモイワッカ岬に『大日本地名アトイヤ』の標柱が建てられていたのはわずか16年間であった。
戊辰戦争（箱館戦争）終結直後の1869年、大宝律令の国郡里制を踏襲して蘂取郡が置かれた。
昭和5年（1930年）最上徳内らが設置した寛政12年の標柱が朽ち果ててしまった為、北海道庁が蘂取村村長の大澤敏雄に新しく作り直す事を依頼し、御影石で記念碑を作る事になる。本土に発注して出来上がった御影石の記念碑は蘂取村から船で運搬され、択捉島島民の手によって（主に公務員）人力でカモイワッカ岬に『大日本恵登呂府』昭和の記念碑を建立した。

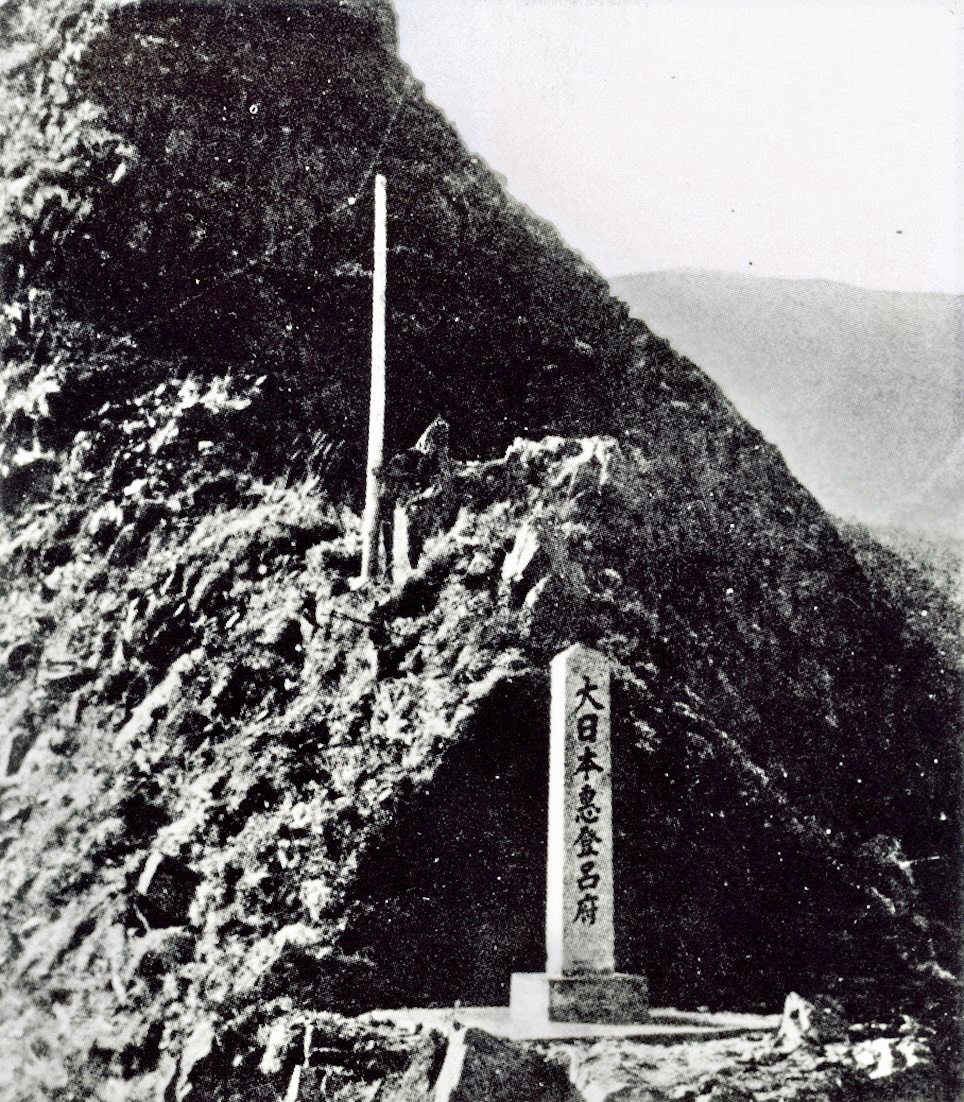
択捉島蘂取村カモイワッカ岬記念碑写真提供・公益社団法人千島歯舞諸島居住者連盟　写真撮影・元島民中田直次さん

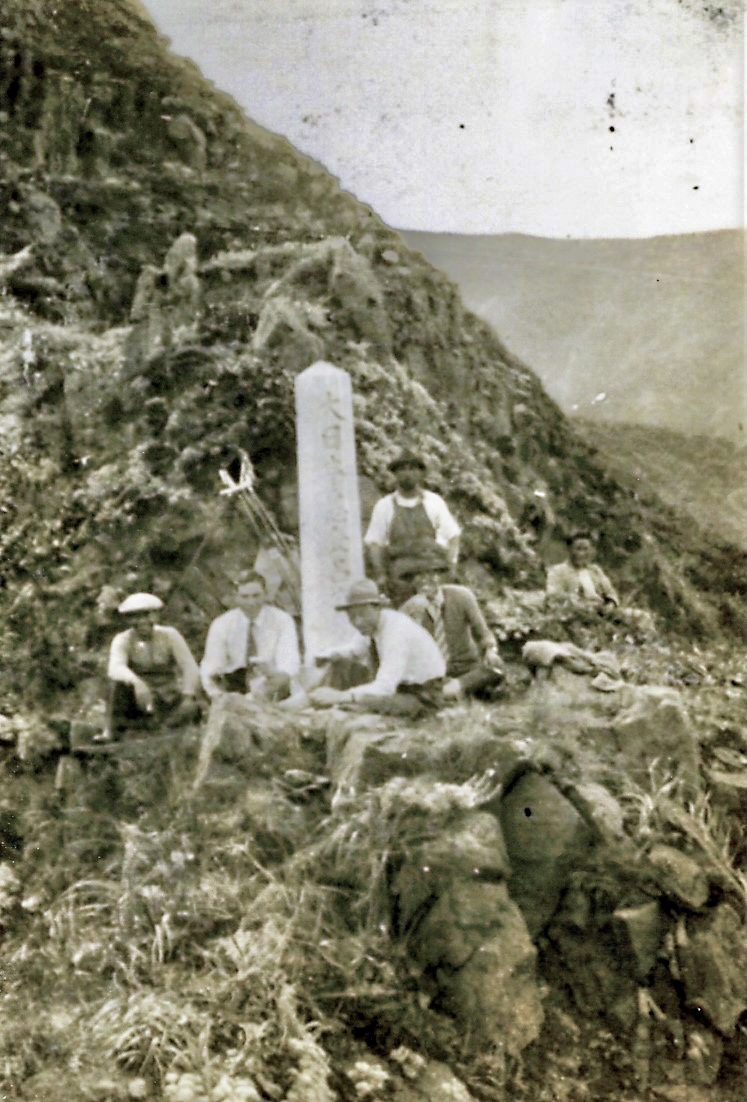
択捉島蘂取村カモイワッカ岬の御影石の記念碑　写真提供・公益社団法人千島歯舞諸島居住者連盟　写真撮影・元島民中田直次さん

### 郡発足以降の沿革
- 明治2年
  - 8月15日（1869年9月20日） - 北海道で国郡里制が施行され、千島国および蘂取郡が設置される。開拓使が管轄。
  - 12月10日（1870年1月11日） - 高知藩の領地となる（北海道の分領支配）。
- 明治3年
  - 2月 - 再び開拓使の管轄となる。
  - 5月 - 仙台藩の領地となる（同上）。
  - 蘂取村、乙今牛村が起立。
- 明治4年8月20日（1871年10月4日） - 廃藩置県により再び開拓使の管轄となる。
- 明治9年（1875年）9月 - 従来開拓使において随意定めた大小区画を廃し、新たに全道を30の大区に分ち、大区の下に166の小区を設けた。

- 第26大区
  - 5小区 ： 蘂取村、乙今牛村

- 明治12年（1879年）7月23日 - 郡区町村編制法の北海道での施行により、行政区画としての蘂取郡が発足。
- 明治13年（1880年）7月 - 振別郡外三郡役所（振別択捉紗那蘂取郡役所）の管轄となる。
- 明治15年（1882年）2月8日 - 廃使置県により根室県の管轄となる。
- 明治17年（1884年） - 蘂取村に戸長役場を設置[4]。
- 明治18年（1885年）11月 - 紗那郡外三郡役所（紗那振別択捉蘂取郡役所）の管轄となる。
- 明治19年（1886年）
  - 1月26日 - 廃県置庁により北海道庁根室支庁の管轄となる。
  - 2月 - 根室支庁が廃止。
- 明治30年（1897年）11月5日 - 郡役所が廃止され、紗那支庁の管轄となる。
- 明治36年（1903年）12月1日 - 紗那支庁が廃止され、根室支庁の管轄となる。
- 大正12年（1923年）4月1日 - 北海道二級町村制の施行により、蘂取村、乙今牛村の区域をもって蘂取村（二級村）が発足。（1村）
- 昭和18年（1943年）6月1日 - 北海道一・二級町村制が廃止され、北海道で町村制を施行。二級町村は指定町村となる。
- 昭和20年（1945年）9月2日 - 日本政府が降伏文書に調印、同時に一般命令第1号により、ソ連占領下となる。
- 昭和21年（1946年）10月5日 - 指定町村を廃止。
- 昭和22年（1947年）5月3日 - 地方自治法の施行により北海道根室支庁の管轄となる。
- 平成22年（2010年）4月1日 - 根室支庁が廃止され、根室振興局の管轄となる[5]。

## 人口
国勢調査の結果のうち、大正14年 - 昭和10年のデータは、昭和10年の国勢調査報告より。
- 明治26年 - 郡役所統計概表 120人（男64人、女56人）、戸数51[7]
- 大正9年 - 国勢調査 1,193人（男1,013人、女180人）、世帯数108[8]
- 大正14年 - 国勢調査 1,231人
- 昭和5年 - 国勢調査 1,513人
- 昭和10年 - 国勢調査 1,482人（男1,272人、女210人）、定住人口354人
- 昭和15年 - 国勢調査 881人（男662人、女219人）、世帯数120[9]